# Saltburn
Saltburn je dramatický psychologický thriller z roku 2023 režisérky Emerald Fennellové, která k němu také napsala scénář. Hlavní role ve filmu ztvárnili Barry Keoghan, Jacob Elordi a Rosamund Pikeová, Richard E. Grant, Alison Oliver, Archie Madekwe a Carey Mulliganová. Film, který se odehrává v Anglii v roce 2007, sleduje mladého vysokoškolského studenta, který se zamiluje do svého spolužáka, který ho pozve ke strávení léta na panství jeho excentrické rodiny. 
Film měl světovou premiéru na Telluride Film Festival dne 31. srpna 2023, přičemž do kin ve Spojených státech byl limitovaně uveden dne 17. listopadu 2023. Do všech kin ve Spojených státech byl uveden dne 22. listopadu 2023 a prostřednictvím platformy Amazon Prime Video byl zveřejněn dne 22. prosince 2023, kde se stal jedním z nejsledovanějších filmů. Film získal především pozitivní reakce od kritiků a několik ocenění, včetně dvou nominací na Zlatý glóbus a pěti nominací na cenu BAFTA.

## Děj
Oliver Quick (Barry Keoghan), který se snaží najít své místo na Oxfordské univerzitě, je vtažen do světa okouzlujícího a aristokratického Felixe Cattona (Jacob Elordi), který ho pozve do Saltburnu, rozlehlého sídla jeho excentrické rodiny, aby prožil léto, na které nikdy zapomene.

## Obsazení
- Barry Keoghan jako Oliver Quick
- Jacob Elordi jako Felix Catton
- Rosamund Pikeová jako Lady Elspeth Catton
- Richard E. Grant jako Sir James Catton
- Alison Oliver jako Venetia Catton
- Archie Madekwe jako Farleigh Start
- Carey Mulliganová jako Pamela, kamarádka Elspeth
- Paul Rhys jako Duncan
- Ewan Mitchell jako Michael Gavey
- Sadie Soverall jako Annabel
- Millie Kent jako India
- Reece Shearsmith jako profesor Ware
- Dorothy Atkinson jako Paula Quick
- Shaun Dooley jako Jeff Quick, otec Olivera
- Lolly Adefope jako Lady Daphne
- Joshua McGuire jako Henry